# جورج ماديسون (لاعب كرة قدم بريطاني)
جورج ماديسون (بالإنجليزية: George Maddison)‏ (6 أكتوبر 1930 - 1987) هو لاعب كرة قدم بريطاني في مركز حراسة المرمى. لعب مع نادي يورك سيتي ونادي ألدرشوت ونادي كوربي تاون.